# Grammatica danese
La grammatica danese è lo studio sistematico delle regole sintattiche che permettono il regolare uso della lingua danese.

## Sostantivi

### Genere
In danese sono presenti solamente due generi degli originali tre delle lingue indoeuropee, il caso neutro e quello comune (in maniera simile all'olandese e svedese) che riunisce i nomi di genere maschile e femminile in molte altre lingue. Per riconoscere se un nome appartiene al genere neutro o comune, si guarda l'articolo che lo accompagna, en per i nomi comuni, et per quelli neutri.
Il danese, come le altre lingue scandinave, possiede un articolo enclitico, ossia che si unisce a fine parola quando è nella forma determinativa.
| Genere | Singolare                        | Singolare                   | Plurale                    | Plurale                            | Significato                          |
| Genere | Indefinito                       | Definito                    | Indefinito                 | Definito                           | Significato                          |
| ------ | -------------------------------- | --------------------------- | -------------------------- | ---------------------------------- | ------------------------------------ |
| Comune | en dreng en sag en kvinde en ske | drengen sagen kvinden skeen | drenge sager kvinder skeer | drengene sagerne kvinderne skeerne | "ragazzo" "caso" "donna" "cucchiaio" |
| Neutro | et fængsel et æble et lyn        | fængslet æblet lynet        | fængsler æbler lyn         | fængslerne æblerne lynene          | "prigione" "mela" "lampo"            |

### Numero
Il plurale in danese è normalmente formato aggiungendo -er alla parola, più raramente solo -e. Se una parola al singolare finisce per -er, -el, -en oppure -e, la e presente in tutte queste desinenze viene eliminata. Questa regola è conosciuta come apocope.
I neutri monosillabici in genere non aggiungono alcun suffisso nel plurale.
Il danese come tutte le lingue, possiede anche un certo numero di parole con il plurale irregolare, qui sono riportate le più comuni.
| Genere | Singolare                                   | Singolare                             | Plurale                        | Plurale                                      | Significato                                     |
| Genere | Indefinito                                  | Definito                              | Indefinito                     | Definito                                     | Significato                                     |
| ------ | ------------------------------------------- | ------------------------------------- | ------------------------------ | -------------------------------------------- | ----------------------------------------------- |
| Comune | en mand en bonde en drink en sten en risiko | manden bonden drinken stenen risikoen | mænd bønder drinks sten risici | mændene bønderne drinksene stenene risiciene | "uomo" "contadino" "bevanda" "pietra" "rischio" |
| Neutro | et barn et hus et våben                     | barnet huset våbnet                   | børn huse våben                | børnene husene våbnene                       | "bambino/a" "casa" arma                         |

### Casi grammaticali
In danese non esistono più casi grammaticali, ad eccezione del genitivo, che si ottiene aggiungendo una -s a fine parola, ovvero un apostrofo se la parola finisce già per s.
- Pigens jakke = la giacca della ragazza
- Rasmus' jakke = la giacca di Rasmus

L'ordine delle parole, è sempre quello possessore - posseduto, esattamente come per il genitivo sassone dell'inglese.

## Articolo
L'articolo determinativo danese come detto prima è enclitico, cioè si attacca a fine parola.
Esso può presentarsi nelle forme -en per nomi di genere comune, -et per i neutri, -ne per tutti i plurali.
Tuttavia, se il nome si presenta accompagnato da un aggettivo qualificativo, invece dell'articolo enclitico si usa un equivalente preposizionale:
- Den per i nomi di genere comune
- Det per i nomi neutri
- De per i plurali

|             | Articolo indefinito  | Nessun articolo                 | Articolo definito | Articolo definito |
| Pospositivo | Articolo indefinito  | Nessun articolo                 | Prepositivo       |                   |
| ----------- | -------------------- | ------------------------------- | ----------------- | ----------------- |
| Comune      | en bog en billig bog | Lones bog Lones billige bog     | bogen             | den billige bog   |
| Neutro      | et hus et stort hus  | Peters hus Peters store hus     | huset             | det store hus     |
| Plurale     | bøger billige bøger  | Lones bøger Lones billige bøger | bøgerne           | de billige bøger  |

## Aggettivi
Gli aggettivi in danese si accordano con il sostantivo che modificano in genere e numero, e le regole per le concordanze sono abbastanza semplici.
- Al comune singolare l'aggettivo non prende alcuna desinenza.
- Al neutro l'aggettivo prende una -t.
- Al plurale l'aggettivo prende una -e qualunque sia il genere del sostantivo che modifica.

La seguente tabella mostra l'aggettivo god (buono) nelle varie forme di concordanza con un sostantivo di genere comune e neutro al singolare ed al plurale.
| genere comune singolare | genere neutro singolare | plurale |
| ----------------------- | ----------------------- | ------- |
| god                     | godt                    | gode    |

Esistono ovviamente delle eccezioni che consistono in:
- gli aggettivi terminanti in -sk, -t, in vocale (eccezion fatta per ny (nuovo) e fri (libero)), -s e gli aggettivi glad (felice) e fremmed (strano, forestiero) non prendono la -t finale quando concordano col genere neutro.
- gli aggettivi terminanti in -s o vocale (sempre eccezion fatta per ny e fri) non prendono la -e al plurale.
- gli aggettivi terminanti in -et cambiano la terminazione in -ede quando prendono la -e del plurale.
- aggettivi monosillabi terminanti in consonante la raddoppiano quando aggiungono la -e del plurale.

### Comparativo
Il comparativo in danese è formato aggiungendo:
- -ere (-re se l'aggettivo termina per e) per il comparativo di maggioranza
- -st per il superlativo assoluto.

Inoltre molti aggettivi subiscono un umlaut quando sono posti al comparativo (stor => grande / større => maggiore - più grande / størst => massimo)

## Pronomi
|           |                 |                 |               | Caso nominativo | Caso obliquo | Possessivo        | Possessivo        | Possessivo        |
| Comune    | Neutro          | Plurale         |               | Caso nominativo | Caso obliquo |                   |                   |                   |
| --------- | --------------- | --------------- | ------------- | --------------- | ------------ | ----------------- | ----------------- | ----------------- |
| Singolare | Prima persona   | Prima persona   | Prima persona | jeg (io)        | mig (me/mi)  | min (mio)         | mit               | mine              |
| Singolare | Seconda persona | Seconda persona | informale     | du (tu)         | dig (te/ti)  | din (tuo)         | dit               | dine              |
| Singolare | Seconda persona | Seconda persona | formale       | De ("lei")      | Dem          | Deres (suo)       | Deres (suo)       | Deres (suo)       |
| Singolare | Terza persona   | personale       | maschile      | han (egli/lui)  | ham          | hans              | hans              | hans              |
| Singolare | Terza persona   | personale       | femminile     | hun (ella/lei)  | hende        | hendes            | hendes            | hendes            |
| Singolare | Terza persona   | impersonale     | comune        | den (esso/a)    | den          | dens              | dens              | dens              |
| Singolare | Terza persona   | impersonale     | neutro        | det (esso/a)    | det          | dets              | dets              | dets              |
| Singolare | Riflessivi      | Riflessivi      | Riflessivi    | -               | sig (si)     | sin (proprio/a)   | sit               | sine              |
| Plurale   | Prima persona   | Prima persona   | Prima persona | vi (noi)        | os           | vor               | vort              | vore              |
| Plurale   | Prima persona   | Prima persona   | Prima persona | vi (noi)        | os           | vores             |                   |                   |
| Plurale   | Seconda persona | Seconda persona | informale     | I (voi)         | jer          | jeres             | jeres             | jeres             |
| Plurale   | Seconda persona | Seconda persona | formale       | De ("loro")     | Dem          | Deres             | Deres             | Deres             |
| Plurale   | Terza persona   | Terza persona   | Terza persona | de (essi/loro)  | dem          | deres             | deres             | deres             |
| Plurale   | Riflessivi      | Riflessivi      | Riflessivi    | -               | sig (si)     | deres (proprio/a) | deres (proprio/a) | deres (proprio/a) |

## Verbi
Il danese è una delle poche lingue al mondo che non coniuga i verbi in base alla persona e al numero, ma soltanto al tempo e al modo.

### Modi
L'infinito di un verbo danese si presenta sempre nella forma preposizionale:
- at (forma base del verbo)-e

Il danese possiede cinque tempi al modo indicativo: presente, preterito, passato prossimo, trapassato remoto, futuro.
La formazione dei tempi è abbastanza regolare:
- Al presente si aggiunge alla forma base del verbo il suffisso -er
- Il preterito può essere formato in due modi diversi entrambi regolari: alcuni verbi prendono un suffisso in -ede, altri in -te.
- Il passato prossimo è formato con il verbo have (avere) al presente (har) più il participio passato del verbo.
- Il trapassato remoto è formato con il verbo have (avere) al preterito (havde) più il participio passato del verbo.
- Il futuro è formato dalle voci al presente dei verbi ville o skulle più la forma base del verbo in -e (cfr. l'inglese will/shall più il presente).

| Modo indefinito     | Modo indefinito | Modo indefinito | Modo indefinito                | Modo indefinito        |
|                     | Diatesi attiva  | Diatesi attiva  | Diatesi passiva                | Diatesi passiva        |
| ------------------- | --------------- | --------------- | ------------------------------ | ---------------------- |
| Infinito            | (at) vente      | aspettare       | (at) ventes, (at) blive ventet | essere aspettato       |
| Nome verbale        | venten          | attesa          |                                |                        |
| Participio presente | ventende        | aspettante      |                                |                        |
| Participio passato  | (har) ventet    | (ha) aspettato  | (var) ventet                   | (fu) aspettato         |
| Modo finito         |                 |                 |                                |                        |
| Presente            | venter          | [io] aspetto    | ventes, bliver ventet          | [io sono] aspettato    |
| Passato             | ventede         | [io] aspettai   | ventedes, blev ventet          | [io fui] aspettato     |
| Imperativo          | vent            | aspetta         | bliv ventet                    | [che tu] sia aspettato |

Sono chiaramente presenti anche dei verbi che non seguono una coniugazione regolare per la formazione del preterito, tra questi vanno notati tutti i verbi ausiliari che formano il preterito e del participio passato irregolarmente.
Poiché il verbo non distingue la persona, è necessario che esso sia sempre accompagnato da un sostantivo o da un pronome soggetto.

### Persona e numero
I verbi non si flettono secondo la persona o il numero: jeg venter, du venter, han, hun, den, det venter, vi venter, I venter, de venter. Tuttavia, fino all'inizio del ventesimo secolo, era normale flettere solo il presente e l'imperativo secondo il numero. Queste forme non vengono più usate, ma si possono trovare ancora nella prosa e nella poesia arcaiche:
|            | Verbi deboli | Verbi deboli | Verbi deboli                     | Verbi forti | Verbi forti | Verbi forti                   |
|            | Singolare    | Plurale      |                                  | Singolare   | Plurale     |                               |
| ---------- | ------------ | ------------ | -------------------------------- | ----------- | ----------- | ----------------------------- |
| Presente   | venter       | vente        | [io] aspetto / [noi] aspettaimo  | tager       | tage        | [io] prendo / [noi] prendiamo |
| Passato    | ventede      | ventede      | [io] aspettai / [noi] aspettammo | tog         | toge        | [io] presi / [noi] prendemmo  |
| Imperativo | vent         | venter       | aspetta [tu] / aspettate [voi]   | tag         | tager       | prendi [tu] / prendete [voi]  |

### Tempi
Come in numerose altre lingue germaniche, la coniugazione dei verbi è divisa in due macrogruppi: il primo, quello dei verbi deboli, indica che il passato è formato aggiungendo i suffissi -ede o -te. Il secondo, quello dei verbi forti, forma il passato senza mai aggiungere desinenze e, nella maggior parte dei casi, cambiando una vocale.
Il futuro viene formato con i verbi modali vil o skal e l'infinito. Spesso anche il presente viene usato con il valore del futuro, accompagnato da una specificazione di tempo: i morgen, køber han en bil, "domani, comprerà una macchina".
Nel passato (perfetto), la parola har (ho/hai/ha/abbiamo/avete/hanno) è posizionata prima del participio passato: han har købt en bil, "[egli] ha comprato un'auto". Per i verbi che indicano movimento, invece, si usa er (sono/sei/è/siamo/siete/sono): han er gået sin vej, "se n'è andato".
Nello stesso modo si forma con havde o var il trapassato (piuccheperfetto): han havde købt en bil "[egli] aveva comprato un'auto".

## Preposizioni
Il sistema delle preposizioni danesi ricorda moltissimo quello delle altre lingue germaniche e scandinave, e come nel caso di tutte le lingue il loro uso possiede molte sfumature di significato e spesso vanno imparate caso per caso.
La seguente è una lista delle preposizioni danesi e del loro utilizzo generale.
- af: di, da.
- ad: attraverso, lungo (di movimento).
- bag, bagved: dietro.
- (i)blandt: tra.
- efter: dopo.
- for: per.
- foran: di fronte a, prima (stato in luogo).
- før: prima (tempo).
- fra: da (moto da luogo).
- (i)gennem: attraverso.
- hos: con (compagnia).
- med: con (compagnia, strumentale).
- mellem: tra.
- (i)mod: verso, contro.
- nær: vicino a.
- om: circa, riguardo a.
- omkring: attorno a.
- over: sopra, su.
- over for: opposto.
- på: su.
- til: a, verso, per (complemento di termine).
- uden: senza.
- i: in, a (stato in luogo).
- inden: prima (stato in luogo).
- inden for: dentro.
- indtil: fino a.
- uden for: fuori da (stato in luogo).
- under: sotto.
- ved: con, grazie a.

## Numerali
Il danese a differenza della quasi totalità delle lingue europee ha un sistema numerale vigesimale, è il venti, non il dieci la base per creare le decine, per esempio il numero 60 si dirà tres abbreviazione per tresindstyve (ossia tre volte 20) mentre 50 si dirà halvtreds, abbreviazione per halvtredsindstyve (metà [di venti sottratto da] venti moltiplicato per tre, vale a dire 60-10).
La seguente tabella mostra i numerali danesi e la loro formazione.
| Numero | Cardinale                             | Cardinale                             | Ordinale                    | Ordinale                           |
| Numero | Nome                                  | Pronuncia                             | Nome                        | Pronuncia                          |
| ------ | ------------------------------------- | ------------------------------------- | --------------------------- | ---------------------------------- |
| 0      | nul                                   |                                       | nulte                       |                                    |
| 1      | en : et                               | [ˈeːˀn] : [ed̥]                        | første                      | [ˈfɶ(ɐ)sd̥ə]                        |
| 2      | to                                    | [ˈtˢoːˀ]                              | anden : andet               | [ˈann̩] : [ˈanəð̪]                   |
| 3      | tre                                   | [ˈtˢʁaːˀ]                             | tredje                      | [ˈtˢʁað̪jəːˀ]                       |
| 4      | fire                                  | [ˈfiːɐ]                               | fjerde                      | [ˈfjɛːɐ]                           |
| 5      | fem                                   | [ˈfɛmˀ]                               | femte                       | [ˈfɛmd̥ə]                           |
| 6      | seks                                  | [ˈsɛɡ̊s]                               | sjette                      | [ˈɕɛːd̥ə]                           |
| 7      | syv                                   | [ˈsyʊ̯ˀ]                               | syvende                     | [ˈsyʊ̯ˀnə]                          |
| 8      | otte                                  | [ˈɔːd̥ə]                               | ottende                     | [ˈʌd̥nə]                            |
| 9      | ni                                    | [ˈniːˀ]                               | niende                      | [ˈniːˀnə]                          |
| 10     | ti                                    | [ˈtˢiːˀ]                              | tiende                      | [ˈtˢiːˀnə]                         |
| 11     | elleve                                | [ˈɛlʋə]                               | ellevte                     | [ˈɛlfd̥ə]                           |
| 12     | tolv                                  | [ˈtˢʌlˀ]                              | tolvte                      | [ˈtˢʌld̥ə]                          |
| 13     | tretten                               | [ˈtˢʁɑd̥n̩]                             | trettende                   | [ˈtˢʁɑd̥nə]                         |
| 14     | fjorten                               | [ˈfjoɐ̯d̥n̩]                             | fjortende                   | [ˈfjoɐ̯d̥nə]                         |
| 15     | femten                                | [ˈfɛmd̥n̩]                              | femtende                    | [ˈfɛmd̥nə]                          |
| 16     | seksten                               | [ˈsajsd̥n̩]                             | sekstende                   | [ˈsajs(d̥)nə]                       |
| 17     | sytten                                | [ˈsød̥n̩]                               | syttende                    | [ˈsød̥nə]                           |
| 18     | atten                                 | [ˈad̥n̩]                                | attende                     | [ˈad̥nə]                            |
| 19     | nitten                                | [ˈned̥n̩]                               | nittende                    | [ˈned̥nə]                           |
| 20     | tyve                                  | [ˈtˢyːʊ]                              | tyvende                     | [ˈtˢyːʊ̯nə]                         |
| 21     | enogtyve                              | [ˈeːˀnɐˌtˢyːʊ]                        | enogtyvende                 | [ˈeːˀnɐˌtˢyːʊ̯nə]                   |
| 22     | toogtyve                              | [ˈtˢoːˀɐˌtˢyːʊ]                       | toogtyvende                 | [ˈtˢoːˀɐˌtˢyːʊ̯nə]                  |
| 30     | tredive                               | [ˈtˢʁɑð̪ʋə]                            | tredivte                    | [ˈtˢʁɑð̪fd̥ə]                        |
| 40     | fyrre (arch. fyrretyve)               | [ˈfɶːɐ] ([ˈfɶːɐˌtˢyːʊ])               | fyrretyvende                | [ˈfɶːɐˌtˢyːʊ̯nə]                    |
| 50     | halvtreds (arch. halvtredsindstyve)   | [halˈtˢʁas] ([halˈtˢʁasn̩sˌtˢyːʊ])     | halvtredsindstyvende        | [halˈtˢʁasn̩sˌtˢyːʊ̯nə]              |
| 60     | tres (arch. tresindstyve)             | [ˈtˢʁas] ([ˈtˢʁasn̩sˌtˢyːʊ])           | tresindstyvende             | [ˈtˢʁasn̩sˌtˢyːʊ̯nə]                 |
| 70     | halvfjerds (arch. halvfjerdsindstyve) | [halˈfjä(ɐ)s] ([halˈfjä(ɐ)sn̩sˌtˢyːʊ]) | halvfjerdsindstyvende       | [halˈfjä(ɐ)sn̩sˌtˢyːʊ̯nə]            |
| 80     | firs (arch. firsindstyve)             | [ˈfiɐ̯ˀs] ([ˈfiɐ̯ˀsn̩sˌtˢyːʊ])           | firsindstyvende             | [ˈfiɐ̯ˀsn̩sˌtˢyːʊ̯nə]                 |
| 90     | halvfems (arch. halvfemsindstyve)     | [halˈfɛmˀs] ([halˈfɛmˀsn̩sˌtˢyːʊ])     | halvfemsindstyvende         | [halˈfɛmˀsn̩sˌtˢyːʊ̯nə]              |
| 100    | hundred(e), et hundred(e)             | [ˈhun(ʁ)ɐð̪(ð̪), (ˈed̥) ˈhun(ʁ)ɐð̪(ð̪)]    | hundrede, et hundrede       | [ˈhun(ʁ)ɐð̪(ð̪), (ˈed̥) ˈhun(ʁ)ɐð̪(ð̪)] |
| 101    | (et) hundred(e) (og) en               | [(ˈed̥) ˈhun(ʁ)ɐð̪ (ɐ) ˈeːˀn]           | (et) hundred(e) (og) første | [(ˈed̥) ˈhun(ʁ)ɐð̪ (ɐ) ˈfɶ(ɐ)sd̥ə]    |
| 200    | to hundred(e)                         | [ˈtˢoːˀ ˈhun(ʁ)ɐð̪(ð̪)]                 | to hundrede                 | [ˈtˢoːˀ ˈhun(ʁ)ɐð̪(ð̪)]              |
| 1 000  | tusind, et tusind                     | [ˈtˢuːˀsn̩, ˈed̥ ˈtˢuːˀsn̩]              | tusinde, et tusinde         | [ˈtˢuːˀsnə, ˈed̥ ˈtˢuːˀsnə]         |
| 1 100  | et tusind et hundred(e)               | [ˈed̥ ˈtˢuːˀsn̩ ˈed̥ ˈhun(ʁ)ɐð̪(ð̪)]       | et tusind et hundrede       | [ˈtˢuːˀsnə ˈed̥ ˈhun(ʁ)ɐð̪(ð̪)]       |
| 2 000  | to tusind                             | [ˈtˢoːˀ ˈtˢuːˀsn̩]                     | to tusinde                  | [ˈtˢoːˀ ˈtˢuːˀsnə]                 |
| 1 000  | en million, en million                | [ˈeːˀn mil(i)ˈjoːˀn]                  | millonte                    | [mil(i)ˈjoːˀnd̥ə]                   |
| 2 000  | to millioner                          | [ˈtˢoːˀ mil(i)ˈjoːˀnɐ]                | to millonte                 | [ˈtˢoːˀ mil(i)ˈjoːˀnd̥ə]            |
| 1 000  | en milliard                           | [ˈeːˀn mil(i)ˈjɑːˀd̥]                  | milliardte                  | [mil(i)ˈjɑːˀd̥ə]                    |
| 2 000  | to milliarder                         | [ˈtˢoːˀ mil(i)ˈjɑːˀd̥ɐ]                | to milliardte               | [ˈtˢoːˀ mil(i)ˈjɑːˀd̥ə]             |